# 여울돌
사단법인 여울돌(영어: YEOULDOL Association, Inc.)은 대한민국 국민건강증진, 보건복지 발전에 기여하고자 불특정 다수의 희귀질환자 및 유사 질환에 따른 장애인을 위한 자원봉사. 후원사업, 문화사업 등의 공익 활동을 목적으로 2002년에 창립된 비영리 단체이며, 2013년 공익법인으로 설립되어 이사장은 박봉진이다.

## 공익사업
- 희귀질환 아동·청소년 의료비지원[3]
- 환아 장애 보장구지원
- 환아 긴급 수술 등 응급의료비 지원
- 故김광석 딸 김서연 장학사업[4]
- 희귀질환·장애 인식개선 공익캠페인

## 활동
대한민국에서 공익활동을 수행하고 있다. 치료제가 없는 희귀질환자 중 아동·청소년들의 의료비·보장구지원, 미지정 희귀질환 아동지원, 긴급수술비·응급의료비지원, 장학사업, 문화행사지원, 자원봉사 등의 사업을 한다.

## 연혁
- 2002년 12월, 가수 쿨 (음악 그룹)과 함께한 『첫만남』 자선콘서트 개최
- 2007년 6월, KBS사랑의리퀘스트 『김종서 (가수)의 세상밖으로』 여울돌 공동기획 방송
- 2015년 11월, 희귀질환·발달장애 아동 초대 『눈물꽃』 자선콘서트 개최[6]
- 2017년 9월, 서울시 『희망광고』 여울돌 공익캠페인 쉘위워크 선정[7] | 관련 : 김정화 인터뷰[8]
- 2018년 9월, 여울돌 공익캠페인 쉘위워크 연합뉴스TV 생방송[9][10] | 관련 : S.E.S.바다 (가수) 인터뷰[11]
- 2018~2019년 2년 연속 SK 와이번스와 공익캠페인 『희망더하기』 개최[12]
- 2014년 6월, 2020년 3월 대한민국 기획재정부 지정기부금단체 지정

## 고문 위원
- 2004년 ~ 현재 : 김정식

## 논문
- 학술논문 : 2005년 저자 박지혜. 한국사회복지사협회 발행)[13]
- 학위논문 : 2007년 저자 도현태. 경희대학교 발행)[14]